# Peperomia caducipilosa
Peperomia caducipilosa är en pepparväxtart som beskrevs av William Trelease. Peperomia caducipilosa ingår i släktet peperomior, och familjen pepparväxter. Inga underarter finns listade i Catalogue of Life.